# 33 (število)
33 (tríintrídeset) je naravno število, za katero velja 33 = 32 + 1 = 34 - 1.

## V matematiki
- sestavljeno število.
- polpraštevilo.
- sedmo Prothovo število 33 = 25 + 1.
- deseto srečno število.
- vsota vseh pozitivnih deliteljev števil od 1 do 6: {\displaystyle 33=1+1+2+1+3+1+2+4+1+5+1+2+3+6}.

## V znanosti
- vrstno število 33 ima arzen (As).

## Drugo

### Leta
- 433 pr. n. št., 333 pr. n. št., 233 pr. n. št., 133 pr. n. št., 33 pr. n. št.
- 33, 133, 233, 333, 433, 533, 633, 733, 833, 933, 1033, 1133, 1233, 1333, 1433, 1533, 1633, 1733, 1833, 1933, 2033, 2133